# Municipio de Granville (condado de Licking)
El municipio de Granville (en inglés: Granville Township) es un municipio ubicado en el condado de Licking en el estado estadounidense de Ohio. En el año 2010 tenía una población de 9773 habitantes y una densidad poblacional de 146,33 personas por km².

## Geografía
El municipio de Granville se encuentra ubicado en las coordenadas 40°4′32″N 82°31′34″O / 40.07556, -82.52611. Según la Oficina del Censo de los Estados Unidos, el municipio tiene una superficie total de 66.79 km², de la cual 66,25 km² corresponden a tierra firme y (0,8 %) 0,54 km² es agua.

## Demografía
Según el censo de 2010, había 9773 personas residiendo en el municipio de Granville. La densidad de población era de 146,33 hab./km². De los 9773 habitantes, el municipio de Granville estaba compuesto por el 94,17 % blancos, el 1,44 % eran afroamericanos, el 0,07 % eran amerindios, el 2,5 % eran asiáticos, el 0,46 % eran de otras razas y el 1,36 % eran de una mezcla de razas. Del total de la población el 1,95 % eran hispanos o latinos de cualquier raza.